# Tisuću devetsto osamdeset četvrta (TV-drama, 1954.)
Tisuću devetsto osamdeset četvrta britanska je televizijska drama temeljena na istoimenom romanu Georgea Orwella i emitirana 1954. godine na programu BBC-a. Scenarij za dramu napisao je Nigel Kneale, a režirao ju je Rudolph Cartier. Ulogu Winstona Smitha tumačio je Peter Cushing, a pored njega su nastupali i Yvonne Mitchell kao Julia, André Morell kao O'Brien te Donald Pleasence kao Syme. Kao što je bio običaj s televizijskim dramama u to vrijeme, ona nije snimana nego je emitirana uživo (s izuzetkom par prethodno snimljenih scena na lokacijama). Njezino prvo emitiranje 12. prosinca 1954. nije zabilježeno, ali je drugo emitiranje 16. prosinca 1954. snimljeno na filmsku vrpcu tako da je Tisuću devetsto osamdeset četvrta postala jedna od prvih sačuvanih TV-drama u povijesti.
S obzirom na to da se drama relativno vjerno držala književnog predloška te sadržavala scene mučenja i referencije na pornografiju izazvala je kontroverzije javnosti, pa i rasprave u britanskom parlamentu.
Godine 1965. BBC je snimio još jednu inačicu temeljenu na Knealovoj dramaturškoj adaptaciji, ali je ona izgubljena.

## Vanjske poveznice
- Watch "Nineteen Eighty-Four"
- Nineteen Eighty-Four na Internet Archiveu
- 1984 (1954 version) na Internet Movie Databaseu
- 1984 (1965 version) na Internet Movie Databaseu
- Analysis and Production History at the 625Online site Arhivirana inačica izvorne stranice od 16. srpnja 2012. (Wayback Machine)
- Pictorial Compendium entry from the Mausoleum Club website  Arhivirana inačica izvorne stranice od 16. ožujka 2009. (Wayback Machine) (PDF)
- British Film Institute Screen Online